# Савва (Химонеттос)
Митрополит Савва (греч. Μητροπολίτης Σάββας, в миру Васи́лиос Химоне́ттос, греч. Βασίλειος Χειμωνέττος; род. 1971, остров Хейбелиада) — епископ Александрийской православной церкви, митрополит Нубийский.

## Биография
Закончил Патмосскую духовную семинарию и кафедру Общественного богословия Богословского факультета Афинского университета.
В 1990 году в Михаило-Архангельском монастыре в Фарри (Θάρρι) на Родосе игуменом обители Амфилохием (Цукосом) был пострижен в монашество с именем Савва.
В 1991 году был рукоположён во иеродиакона, а в 1993 году — во иеромонаха митрополитом Родосским Апостолом (Димелисом) с возведением в сан архимандрита.
В течение восьми лет служил Халкинским архиерейским представителем и приходским настоятелем в Родосской митрополии.
По приглашению патриарха Александрийского Петра VII был переведён в клир Александрийской Православной Церкви и назначен настоятелем Патриаршего собора Саввы Освященного в Александрии, приняв на себя также послушание в Информационном отделе и Отделе по связям с общественностью Патриархата.
В 2001 году был назначен патриаршим представителем в Александрии и главой Хозяйственного отдела Патриархата.
После возобновления деятельности Александрийской патриаршей духовной семинарии святого Афанасия Великого, под личным надзором Патриарха Александрийского Феодора II, был назначен ректором академии и членом Синодального совета по образованию.
6 октября 2009 года по предложению патриарха Феодора II был единогласно избран Священным Синодом Александрийской Православной Церкви правящим епископом новооснованной Бурундийской и Руандской епархии.
11 октября того же года в патриаршем соборе Саввы Освященного состоялась его епископская хиротония, которую совершили: Папа и Патриарх Александрийский Феодор II, митрополит Родосский Кирилл (Коеракис), митрополит Ермопольский Николай (Антониу), митрополит Иринопольского Димитрий (Захаренгас), епископ Мареотидский Гавриил (Равтопулос), епископ Канопский Спиридон (Милиотис) и епископ Нилопольский Геннадий (Стандзиос). Присутствовали также митрополит Хартумский Эммануил (Кьяйас) и ряд официальных и общественных представителей Греции.
21 ноября 2012 года был избран митрополитом Аккрским, ипертимом и экзархом Западной Африки.
Церемония интронизации состоялся 7 апреля 2013 года в праздник Воздвижения Креста Господня по благословению Патриарха Александрийского и всей Африки Феодора II. В ней приняли участие митрополит Центральноафриканский Игнатий и митрополит Мванзийский Иероним (Музейи), присутствовали члены правительства страны и другие высокие гости.
24 ноября 2015 года назначен митрополитом Нубийским.
Кроме родного греческого владеет английским и арабским.